# Vasarla
Vasarla är en tätort (finska: taajama) i Lojo stad (kommun) i landskapet Nyland i Finland. Vid tätortsavgränsningen den 31 december 2021 hade Vasarla 240 invånare och omfattade en landareal av 1,94 kvadratkilometer.